# Vestfronten i 1. verdenskrig
Vestfronten i 1. verdenskrig åbnedes ved krigsudbruddet i 1914, da den tyske hær invaderede Luxembourg og Belgien og fik kontrol over vigtige industriområder i Frankrig. Fremstødet blev på dramatisk vis stoppet i det første slag ved Marne. Begge parter begyndte nu at grave sig ned langs en bugtet linje af befæstede skyttegrave, som strakte sig fra Nordsøen til den schweiziske grænse. Denne frontlinje forblev stort set uforandret under det meste af krigen.
Mellem 1915 og 1917 var der adskillige store offensiver langs fronten. Angrebene omfattede massive artilleribombardementer og masseangreb med infanteri. En kombination af skyttegravssystemer, maskingeværreder, pigtråd og artilleri påførte imidlertid angriberne store tab, og modangreb led samme skæbne. Som følge heraf blev der ikke gjort større fremskridt.
I et forsøg på at bryde dødvandet blev der på Vestfronten introduceret en række nye teknologier, såsom giftgas, fly og kampvogne, men det var først efter en forbedring af hærenes taktik, at der kom en vis form for mobilitet tilbage.
På trods af at Vestfronten var fastlåst, blev den alligevel afgørende for krigens udfald. De allieredes uophørlige fremtrængen i 1918 overbeviste de tyske militære ledere om, at et nederlag var uundgåeligt, og de tvang den tyske regering til at søge fred.

## 1914: Tysk angreb på Belgien og Frankrig
Ved udbruddet af 1. verdenskrig gennemførte den tyske hær, som i vest bestod af syv feltarmeer, en modificeret udgave af Schlieffen-planen, der var et hurtigt angreb på Belgien og derefter en drejning mod syd for at omringe Paris og en stor del af den franske hær. Arméerne under de tyske generaler Alexander von Kluck og Karl von Bülow angreb Belgien den 4. august 1914. Luxembourg var blevet besat uden modstand den 2. august. Det første slag i Belgien var belejringen af Liège, som varede fra den 5. – 16. august. Liège var stærkt befæstet og overraskede den tyske hær under von Bülow ved at yde kraftig modstand. Tungt tysk artilleri kunne imidlertid skyde de vigtigste forter i grus i løbet af nogle få dage. Efter Lièges fald trak det meste af den belgiske hær sig tilbage til Antwerpen og Namur. Selv om den tyske hær omgik Antwerpen, forblev byen en trussel mod deres flanke. Der fulgte en ny belejring ved Namur mellem den 20. og 23. august.
Frankrig indsatte fem armeer ved sine grænser. Den forberedte franske offensivplan Plan XVII havde til formål at erobre Alsace-Lorraine efter et udbrud af fjendtligheder. Den 7. august angreb VII Korps Alsace med det mål at erobre Mulhouse og Colmar. Hovedoffensiven blev igangsat den 14. august med 1. og 2. Armés angreb mod Sarrebourg-Morhange i Lorraine. I overensstemmelse med Schlieffen-planen trak tyskerne sig langsomt tilbage, mens de tilføjede franskmændene alvorlige tab. Franskmændene trængte frem med 3. og 4. Armé mod Saar-floden og forsøgte at erobre Saarburg ved at angribe Briey og Neufchateau, inden de blev slået tilbage. Armeen i Alsace erobrede Mulhouse, men opgav den igen for at forstærke de stærkt svækkede styrker i Lorraine.
Den tyske hær fejede gennem Belgien og bragte store lidelser til civilbefolkningen. Krigsforbrydelserne, som den tyske hær begik, blev kendt som voldtægten på Belgien. Efter at være marcheret igennem Belgien, Luxembourg og Ardennerne trængte den tyske hær i sidste halvdel af august ind i det nordlige Frankrig, hvor den blev mødt af såvel den franske armé under Joseph Joffre og de første seks divisioner i den britiske British Expeditionary Force (BEF) under sir John French. Der fulgte en række slag, som kaldes Grænseslagene. Nøgleslagene omfattede Slaget ved Charleroi og Slaget ved Mons. Under slaget ved Charleroi blev den franske 5. Armé omtrent udslettet af de tyske 2. og 3. Armeer, mens slaget ved Mons forsinkede den tyske fremrykning med en dag, hvilket viste sig at være kritisk. En generel allieret tilbagetrækning fulgte, hvilket førte til yderligere sammenstød, såsom slaget ved Le Cateau, Belejringen af Maubeuge og Slaget ved St. Quentin.
Den tyske hær stod 70 km fra Paris, men i det første Marneslag (6.-12. september) lykkedes det for franske og engelske styrker at tvinge tyskerne på tilbagetog ved at udnytte et hul, som opstod mellem den 1. og 2. tyske Armé. Det bragte den tyske fremrykning ind i Frankrig til standsning. Den tyske hær trak sig tilbage til nord for Aisne-floden og gravede sig ned. Det blev begyndelsen på den ubevægelighed i vestfronten, som kom til at vare i over tre år. Efter det tyske tilbageslag forsøgte de to sider at omgå hinanden i flanken under Kapløbet mod havet, og skyttegravssystemerne blev hurtigt udvidet, så de strakte sig fra Nordsøen til den Schweiziske grænse. Den tyske besættelse af fransk territorium omfattede 64 % af Frankrigs produktion af råjern, 24 % af dens stålproduktion og 40 % af den samlede kulminekapacitet, hvilket betød et alvorligt, men ikke lammende tilbageslag for fransk industri.
På ententens (vestmagternes) side blev skyttegravene bemandet sådan, at hvert land stod for forsvaret af sin del af fronten. Regnet fra kysten i nord var de primære styrker fra henholdsvis Belgien, Storbritannien og Frankrig. Efter slaget ved Yser i oktober havde de belgiske styrker kontrollen over en 35 km lang strimmel af Flandern langs kysten, hvor fronten fulgte Yser floden og Yperlee-kanalen fra Nieuwpoort til Boezinge. Syd for belgierne lå det British Expeditionary Force (BEF). Her gennemførte tyskerne fra 19. oktober til 22. november deres gennembrudsforsøg i 1914 under det Første slag ved Ypres. Begge sider led store tab, men der kom ikke noget gennembrud. Ved juletid havde BEF kontrollen over en front fra La Bassée Canal til syd for St. Eloi i Somme dalen. Resten af fronten sydpå til grænsen til Schweiz var bemandet med franske styrker.

## 1915—Dødvande
Mellem kysten og Vogeserne var der en bule i skyttegravslinjen kaldet Noyon-frontfremspringet efter den erobrede franske by yderst i området i nærheden af Compiègne. Joffres plan for en offensiv i 1915 gik ud på at angribe dette fremspring i fronten fra begge sider for at omringe og afskære de tyske tropper. Briterne skulle angribe nordfra ved at presse østpå ind i Artois, mens franskmændene angreb i Champagne.
Den 10. marts 1915 angreb briterne og canadierne ved Neuve Chapelle som led i en større offensiv i Artois-regionen med henblik på at erobre Aubers-højderyggen. Angrebet blev gennemført af fire divisioner langs en tre km lang front. Inden angrebet blev sat ind, blev det forberedt med et koncentreret bombardement, som varede i 35 minutter. Det indledende angreb gjorde hurtige fremskridt, og landsbyen blev erobret i løbet af fire timer. Angrebet tabte imidlertid fart på grund af problemer med forsyninger og kommunikation. Tyskerne bragte herefter reserver frem og indledte et modangreb. Det forebyggede forsøget på at erobre højderyggen. Da briterne havde brugt en tredjedel af deres samlede beholdning af artillerigranater, skød general Sir John French skylden for det mislykkede angreb på mangel på granater, selv om angrebet havde været en succes i starten.

### Gaskrig
Tyskerne havde planer om at fastholde dødvandet med franskmændene og briterne, mens de tyske hærførere planlagde en offensiv ved den belgiske by Ypres, som briterne havde erobret i november 1914 under det Første slag ved Ypres. Angrebet skulle aflede opmærksomheden fra store offensiver på Østfronten, og samtidig afbrød det fransk-britiske planer om at afprøve et nyt våben. Efter to dages bombardement den 22. april lukkede tyskerne klorgas ud på slagmarken, og gassen drev ind over de britiske skyttegrave. Den gulgrønne sky kvalte forsvarerne, og tropperne i bagområdet flygtede i panik og efterlod et seks km bredt hul i de allieredes linje. Tyskerne var imidlertid ikke forberedt på det og havde ikke tilstrækkelige reserver til at udnytte åbningen. Canadiske tropper ankom hurtigt og drev tyskerne tilbage. Dette Andet slag ved Ypres var den første gang, hvor der blev anvendt kemiske våben i stor stil, selv om den form for krigsførelse var forbudt i Haager Landkrigsreglementet fra 1899 og 1907. 170 tons blev sluppet ud over de allieredes linjer, og 5.000 mand døde i løbet af få minutter.
Gasangrebet blev gentaget to dage senere og forårsagede, at den fransk-britiske linje blev trukket fem km tilbage. Men muligheden for et gennembrud var gået tabt. Overraskelsesangrebet kunne ikke gentages, da de allierede begyndte at bruge gasmasker og tog andre modforholdsregler. Et bevis på, hvor vellykkede de var, sås da den 16. irske divisions tropper kunne modstå koncentrerede tyske gasangreb et år senere, den 27. april, under slaget ved Hullach 40 km syd for Ypres.

### Krig i luften
1915 blev der også introduceret fly, som var tilpasset til luftkamp. Mens fly allerede ved krigens udbrud blev brugt til rekognoscering, var den franske pilot Roland Garros den første til at skyde et fjendtligt fly ned den 1. april 1915. Det foregik med maskingeværer, som skød fremad gennem propelbladene, og det blev muliggjort ved at forstærke propelbladene, så kugler, der ramte dem, blev afbøjet.
Nogle uger senere blev Garros tvunget til at lande bag de tyske linjer. Hans fly blev erobret og sendt til den hollandske ingeniør Anthony Fokker, som snart frembragte en betydelig forbedring i form af en afbryder, så maskingeværet kun skød i de intervaller, hvor der ikke var en propel i skudfeltet. Opfindelsen blev hurtigt brugt i Fokker E.I (Eindecker, eller monoplan, type 1), det første ensædes jagerfly, som kombinerede en rimelig tophastighed med en effektiv bevæbning. Max Immelmann opnåede sin første bekræftede nedskydning i en Eindecker den 1. august.
Det blev begyndelsen på et våbenkapløb, hvor begge sider udviklede forbedrede våben, motorer, flytyper og materialer, og det fortsatte til krigens slutning. Det blev også begyndelsen til dyrkelsen flyver-esserne, hvoraf den mest berømte var Manfred von Richthofen – "den røde baron". I virkeligheden var det ilden fra antiluftskytset, som stod for hovedparten af nedskydningerne – ikke fjendens jagerfly.

### Fortsatte angreb fra Ententen
I foråret blev den afsluttende offensiv fra Ententen udkæmpet ved Artois. Dens mål var at erobre Vimy højderyggen. Den 10. franske arme angreb den 9. maj efter seks dages bombardement og trængte fem km frem. De trak sig imidlertid tilbage, da de kom under beskydning fra maskingeværer, og da de tyske forstærkninger beskød angriberne med artilleri. Den 15. maj gik offensiven i stå, selv om kampene fortsatte til den 18. juni.
I maj opsnappede den tyske hær et fransk dokument ved La Ville-aux-Bois, som beskrev et nyt forsvarssystem. I stedet for at satse på en kraftigt befæstet frontlinje var forsvaret inddelt i en række niveauer. Frontlinjen skulle være en tyndt besat række af forposter, der var forstærket af en række støttepunkter og en beskyttet reserve. Hvis en skråning var til rådighed, skulle tropperne være placeret på dens bagside, så de var bedre beskyttet. Forsvaret skulle være fuldt integreret med ildledelse på divisionsniveau. Medlemmer af den tyske overkommando så på denne nye metode med nogen velvilje, og den blev senere grundlaget for doktrinen om et elastisk forsvar i dybden mod angreb fra Ententen.
I efteråret 1915 begyndte "Fokker Svøben" at have en effekt ved fronten, hvor allierede observationsfly blev tvunget væk fra luftrummet. Disse rekognosceringsfly blev brugt til artilleriobservation og til at fotografere fjendens stillinger, men nu blev de allierede næsten overmandet af de tyske jagerfly.
I september 1915 indledte Ententen store offensiver. Franskmændene angreb i Slaget ved Champagne og briterne ved Loos. Franskmændene havde brugt sommeren på at forberede dette slag, mens briterne overtog en større del af fronten, så der kunne frigøres franske styrker. Bombardementet, som var blevet omhyggeligt planlagt ved hjælp af luftfotos,
begyndte den 22. september. Det franske hovedangreb blev sat ind den 25. september og gjorde i det mindste gode fremskridt i begyndelsen til trods for, at fjenden stadig havde rester af pigtrådsspærringer og maskingeværposter. Tyskerne havde desuden forudset, at angrebet ville komme, og de havde opbygget forsvarslinjer 3 og 6 km bag fronten. Derfor kunne de forsvare sig mod de franske angreb, som varede til ind i november.
Ligeledes den 25. september begyndte briterne deres angreb ved Loos, der var tænkt som et supplement for det større angreb ved Champagne. Angrebet blev forberedt med et fire dages bombardement med 250.000 granater og udslip af 5.100 cylindre med klorgas. Angrebet omfattede to korps i hovedangrebet, og yderligere to korps gennemførte afledningsangreb ved Ypres. Briterne led store tab især på grund af beskydning fra maskingeværer under angrebet og opnåede kun små fremskridt, inden de løb tør for granater. Et fornyet angreb den 13. oktober gik ikke meget bedre. I december blev den britiske general John French erstattet med Douglas Haig som leder af de britiske styrker.

## 1916 — Artilleridueller og udmattelseskrig
Den tyske stabschef Erich von Falkenhayn mente, at et gennembrud ikke længere var muligt, og fokuserede i stedet på at gennemtvinge en fransk overgivelse ved at forårsage voldsomme franske tab. Hans nye mål var at få Frankrig til at forbløde.
Til det formål valgte han to nye strategier. Den første var brugen af uindskrænket ubådskrig for at afskære de allierede fra oversøiske forsyninger, og den anden bestod af målrettede angreb, der skulle give de franske landtropper store tab. For at skabe de størst mulige tab planlagde han at angribe et område, hvor både strategiske årsager og national stolthed forhindrede franskmændene i at trække sig tilbage. Byen Verdun blev valgt til formålet, fordi den var et vigtigt støttepunkt, der var omringet af forter, som lå tæt ved de tyske linjer, og fordi den bevogtede den direkte vej til Paris. Operationen fik kodenavnet Gericht, det tyske ord for "domstol", men den kom til at betyde "henrettelsesplads".
Falkenhayn begrænsede angrebsfrontens længde til 5-6 km for at kunne koncentrere sin ildkraft og forhindre et gennembrud ved et modangreb. Han holdt også en skarp kontrol med hovedreserven og indsatte kun lige tilstrækkeligt med tropper til at holde slaget i gang. Som forberedelse for deres angreb havde tyskerne samlet et stort antal fly i nærheden af Verdun. I åbningsfasen ryddede de luftrummet for fjendtlige observationsfly, så de præcise tyske artilleriobservatører og bombefly kunne operere uden indgriben. I løbet af maj slog franskmændene kontra ved at indsætte escadrilles de chasse med overlegne Nieuport-jagere. Det snævre luftrum over Verdun blev til en slagmark i luften og viste værdien af taktisk luftherredømme, mens begge sider forsøgte at få overtaget i luftrekognosceringen.

### Slaget ved Verdun
Efter en nidages udskydelse på grund af sne og snestorme begyndte Slaget ved Verdun den 21. februar 1916 med en massiv otte timers artilleribeskydning. Tyskerne ventede ikke at møde megen modstand, da de langsomt rykkede frem mod Verdun og dens forter, og en kraftig fransk modstand blev imødegået med brugen af flammekastere fra tysk side. Franskmændene mistede kontrollen over Fort Douaumont, men de franske forstærkninger havde stoppet det tyske angreb ved udgangen af februar.
Tyskerne vendte deres opmærksomhed mod Le Mort Homme mod nord, hvorfra franskmændene med stor effekt beskød dem med artilleri. Efter nogle af de mest intense kampe i felttoget blev bakken erobret af tyskerne i slutningen af maj. Den franske ledelse ved Verdun blev udskiftet, og den defensivt orienterede Philippe Pétain blev erstattet af den offensive Robert Nivelle. Derpå forsøgte franskmændene at generobre Fort Douaumont den 22. maj, men blev slået tilbage uden større besvær. Tyskerne erobrede Fort Vaux den 7. juni, og ved hjælp af fosforgas nåede de frem til en kilometer fra den sidste højderyg før Verdun, inden de stoppede den 23. juni.
I løbet af sommeren trængte franskmændene langsomt frem, og udviklingen af den "rullende spærreild" betød, at de generobrede Fort Vaux i november, og i december havde de presset tyskerne to km tilbage fra Fort Douaumont. Undervejs havde de ladet 42 divisioner rotere gennem slaget. Slaget ved Verdun blev også kendt som 'Kødhakkeren ved Verdun' eller 'Meuse møllen'
 og blev et symbol på fransk beslutsomhed og offervilje.

### Slaget ved Somme
I foråret havde de allierede feltherrer været bekymrede for, om den franske hær kunne holde til de enorme tab ved Verdun. De oprindelige planer for et angreb ved floden Somme blev ændret, så det blev briterne, der skulle bære hovedbyrden. Denne offensiv skulle lette presset mod franskmændene og russerne, som også havde lidt store tab. Efter en uge med kraftig regn indledte de britiske divisioner i Pikardiet et angreb ved floden Somme den 1. juli støttet af fem franske divisioner på højre flanke. Angrebet var blevet forberedt med 7 dages kraftigt artilleribombardement, og det lykkedes de erfarne franske styrker at rykke frem, men det britiske artilleri havde hverken fjernet pigtråd eller ødelagt de tyske skyttegrave så effektivt som planlagt. Briterne led de største tab i form af døde, sårede og savnede på en enkelt dag i hele den britiske hærs historie – omkring 57.000 mand.
Efter at have vurderet luftkampene over Verdun havde de allierede udviklet nye fly til angrebet i Somme-dalen. Den taktiske lære, som de allierede havde med fra Verdun, var, at det taktiske mål var at opnå luftherredømme, og de tyske fly blev stort set fjernet fra himlen over Somme. Den heldige allierede luftoffensiv resulterede i en reorganisering af det tyske luftvåben, og begge sider begyndte at anvende store formationer af fly frem for at sætte deres lid til kampe mellem enkeltmaskiner.
Efter en omgruppering fortsatte slaget gennem juli og august, hvor briterne havde nogen succes, selv om de tyske linjer blev forstærket. I august nåede general Haig den erkendelse, at et gennembrud var usandsynligt og skiftede i stedet til en taktik bestående af en række fremstød med små enheder. Dette førte til en udretning af frontlinjen, hvilket blev anset for nødvendigt som forberedelse for et massivt artilleribombardement ved et stort fremstød.
I den afsluttende fase af slaget ved Somme blev der for første gang indsat kampvogne på slagmarken. De allierede forberedte et angreb, som omfattede 13 divisioner fra Storbritannien og dets imperium samt fire franske korps. Angrebet gjorde fremskridt i starten og trængte 3-4 km frem, men kampvognene havde kunne beskeden effekt, da de var få i antal og mekanisk upålidelige. Den sidste del af slaget foregik i oktober og begyndelsen af november og betød igen beskedne gevinster og store tab i menneskeliv. Alt i alt var Somme-offensiven kun nået otte km frem og havde ikke nået de oprindelige mål. Briterne havde tab på omkring 420.000 og franskmændene omkring 200.000. De tyske tab blev beregnet til 465.000, omend dette tal er omstridt.
Somme-slaget førte til store nye udviklinger i organiseringen af infanteri og taktik. Trods de frygtelige tab den 1. juli havde nogle divisioner nået deres mål med minimale tab. Efter gennemgangen af årsagerne til tab og gevinster genindførte briterne og deres kolonistyrker begrebet infanteridelinger, hvorved de fulgte i fodsporene på de franske og tyske hære, som allerede var ved at nærme sig brugen af små taktiske enheder. Under Somme-slaget insisterede de øverste britiske ledere på, at et kompagni (120 mand) var den mindste operative enhed, men mindre end et år senere var det i stedet grupper på 10 mand.

### Hindenburglinjen
I august 1916 var den tyske ledelse på vestfronten blevet ændret, da Falkenhayn tog sin afsked og blev erstattet med generalerne Paul von Hindenburg og Erich Ludendorff. De nye ledere erkendte hurtigt, at slagene ved Verdun og Somme havde nedslidt den tyske hærs offensive muligheder. De besluttede, at den tyske hær på Vestfronten skulle overgå til en strategisk defensiv i det meste af 1917, mens Centralmagterne angreb andre steder.
Under slaget ved Somme og gennem den følgende vinter byggede tyskerne en række defensive stillinger bag en del af deres front, og de fik navnet Hindenburglinjen. Formålet var at afkorte den tyske front, hvilket ville frigøre 10 divisioner til andre formål. Denne linje af befæstninger forløb fra Arras sydpå til St Quentin og forkortede fronten med omkring 50 km. Britiske langtrækkende recognosceringsfly bemærkede dog bygningen af Hindenburglinjen i november 1916.

## 1917—Briterne tager føringen
Hindenburglinjen blev bygget blot tre km bag den tyske frontlinje, og den 9. februar begyndte de tyske tropper at trække sig tilbage til den nye linje. Tilbagetrækningen var fuldført den 5. april og efterlod et ødelagt landskab, som de allierede kunne besætte. Denne tilbagetrækning kom den franske hensigt om at angribe begge flanker på Noyon-bulen i forkøbet, da det ikke længere eksisterede. De britiske fremstød fortsatte, da det britiske krigsministerium med nogen ret hævdede, at tyskernes tilbagetrækning skyldes de tab, som de havde lidt under slagene ved Somme og Verdun. Imidlertid led de allierede langt større tab under disse offensiver.
Den 6. april 1917 erklærede De Forenede Stater krig mod Tyskland. Allerede i begyndelsen af 1915 efter sænkningen af atlanterhavsdamperen RMS Lusitania havde Tyskland indstillet sin uindskrænkede ubådskrig, da det frygtede at få trukket USA ind i krigen. Med stigende utilfredshed i den tyske befolkning på grund af mangel på fødevarer valgte den tyske regering at genoptage den uindskrænkede ubådskrig i februar 1917. Den havde beregnet, at en vellykket belejring af Storbritannien med ubåde og krigsskibe ville tvinge landet ud af krigen i løbet af et halvt år, mens det ville tage et år for amerikanske styrker at blive en alvorlig trussel på Vestfronten. Ubådene og overfladeskibene havde haft succes i en lang periode, indtil briterne gik over til at sejle i konvojer. Det medførte et stort fald i de allieredes tab.
I løbet af 1916-1917 var størrelsen af den britiske hær på Vestfronten vokset til to tredjedele af den franske hær. I april 1917 indledte det britiske imperiums styrker et angreb, som indledtes med slaget ved Arras. Det canadiske korps og den 5. britiske division angreb de tyske linjer i slaget ved Vimy-højdedraget, men led store tab. Det allierede angreb sluttede, da ledelsen nægtede at sende forstærkninger til området.
I løbet af vinteren 1916-1917 var den tyske taktik i luften blevet forbedret. En træningsskole for jagerpiloter var åbnet ved Valenciennes, og der var blevet indført bedre fly med dobbelte kanoner. Resultatet var katastrofale tab for de allieredes luftvåben, især for briterne, portugiserne, belgierne og australierne, som kæmpede med forældede fly, dårlig træning og dårlig taktik. Derfor kunne de allieredes successer over Somme ikke gentages, og tyskerne tilføjede dem store tab. Under slaget ved Arras mistede briterne 316 besætninger og canadierne 114. Tyskernes tab var på 44. Det blev kendt i det britiske luftvåben RFC som "den blodige april".

### Svag fransk moral
I samme måned gav den franske general Robert Nivelle ordre til en ny offensiv mod de tyske skyttegrave og lovede, at denne offensiv ville vinde krigen. Angrebet, som fik navnet Nivelle Offensiven eller Chemin des Dames efter det område hvor offensiven foregik, skulle omfatte 1,2 mio. mænd samt kampvogne, og inden selve angrebet skulle det forberedes ved et ugelangt artilleribombardement. Operationen gik dårligt, da de franske tropper med støtte af australske, brasilianske, portugisiske og newzealandske tropper skulle igennem et vanskeligt opadskrånende terræn. Hertil kom, at den detaljerede planlægning var blevet forstyrret af den frivillige tyske tilbagetrækning til Hindenburglinjen, at det var mislykkedes at hemmeligholde angrebet, og at tyske fly fik luftherredømmet, hvilket gjorde rekognoscering vanskelig. Det betød, at spærreilden krøb for langt frem foran de fremrykkende tropper. Inden for en uge var 100.000 franske tropper døde. Trods de store tab og Robert Nivelles løfte om at stoppe offensiven, hvis den ikke gav et gennembrud, beordrede han, at angrebet skulle fortsætte ind i maj.
Den udmattede franske 3. kolonidivision, som var veteraner fra slaget ved Verdun, afslog den 3. maj 1917 at udføre ordrerne og ankom fulde og uden deres våben. Deres officerer havde ikke midler til at kue en hel division, og hårde afstraffelser blev ikke straks gennemført. Derefter kom det til mytteri i 54 franske divisioner, og 20.000 mand deserterede. De øvrige allierede styrker angreb, men led store tab. Appeller om patriotisme og pligtfølelse, såvel som massearrestationer og krigsret, fik soldaterne til at vende tilbage og forsvare deres skyttegrave, omend de franske soldater afslog at deltage i yderligere offensiver. Nivelle blev fjernet som hærfører den 15. maj og erstattet af general Philippe Pétain, som opgav nye storstilede angreb. Franskmændene gik i defensiven i det kommende år og overlod angrebsbyrden til Storbritannien, dets imperium og andre allierede, samt i anden omgang til De Forenede Stater.

### Britiske offensiver, amerikanske tropper ankommer
Den 7. juni blev der indledt en britiske offensiv på Messines højderyggen syd for Ypres for at generobre det område, som var gået tabt under det Første og Andet slag ved Ypres i 1914. Siden 1915 havde ingeniører gravet tunneller under højdedragene og anbragt omkring 500 ton sprængstof i 21 miner under fjendens linjer.
Efter fire dages intenst bombardement blev sprængstoffet bragt til eksplosion i 19 af de 21 miner og dræbte 10.000 tyskere. Den efterfølgende offensiv var i høj grad baseret på kraftigt bombardement, men det lykkedes ikke at fordrive tyskerne. Offensiven, som havde været en imponerende succes i starten, gik i stå på grund af oversvømmet og mudret terræn, og begge sider led store tab.
Under dette slag introducerede tyskerne den 11. juli et nyt våben i krigen, da de affyrede gasgranater fra deres kanoner. Den begrænsede plads i en artillerigranat betød, at der måtte anvendes kraftigere gas, så tyskerne brugte i stedet sennepsgas, som danner alvorlige blærer på huden. Brugen af artilleri til fremførelsen af gassen betød, at kraftige koncentrationer af gas kunne anvendes på udvalgte mål. Sennepsgas er også en gas, som holder sig længere, så den kunne blive på et sted i flere dage, en yderligere demoraliserende faktor for deres modstandere. Ligesom fosforgas blev den anvendt i udstrakt grad af både de tyske og de allierede hære i senere slag, da også de allierede begyndte at forøge produktionen af giftgas.
Den 25. juni begyndte de første amerikanske tropper at ankomme til Frankrig, hvor de dannede American Expeditionary Force. De amerikanske styrker gik imidlertid ikke i skyttegravene i divisionsstyrke før oktober, for de ankomne tropper behøvede træning og udstyr, inden de kunne sættes ind, og i adskillige måneder blev amerikanske enheder henvist til støtteopgaver. På trods af dette betød deres tilstedeværelse et særdeles nødvendigt løft i de allieredes kampvilje.
Fra slutningen af juli og til ind i oktober blev kampene omkring Ypres fornyet med Slaget ved Passchendaele (teknisk set det Tredje slag ved Ypres, hvori Passchendaele var den sidste fase). Slagets oprindelige mål var at åbne de tyske linjer og true ubådsbaserne på den belgiske kyst, men det blev senere begrænset til at få den britiske hær flyttet op på et højere og mere tørt terræn ved Ypres, som ikke til stadighed var under trussel fra det tyske artilleri. Canadiske veteraner fra slaget ved Vimy Ridge og slaget om Hill 70 sluttede sig til de udmarvede ANZAC og britiske styrker og erobrede landsbyen Passchendaele den 30. oktober trods usædvanlig kraftig regn og tab på omkring 36.000 mand. Igen resulterede offensiven i store tab med forholdsvis små gevinster, selv om briterne gjorde små vedholdende fremskridt i perioder med mere tørt vejr. Jorden var generelt mudret og oversået med granatkratere, hvilket gjorde forsyning og yderligere fremstød meget vanskelige.
Begge sider mistede tilsammen over en halv million mand under denne offensiv. Slaget er blevet til en betegnelse for blodigt og håbløst slagteri blandt britiske historikere, mens tyskerne kaldte Passchendaele for "det største martyrium i krigen". Det og slaget ved Somme er grunden til, at den britiske øverstkommanderende, Douglas Haig, fik ry for dårlig krigsledelse.

### Slaget ved Cambrai
Den 20. november 1917 iværksatte briterne det første store kampvognsangreb under Slaget ved Cambrai. De allierede angreb med 12 divisioner og 324 kampvogne, hvoraf en tredjedel blev holdt i reserve, mod to tyske divisioner. For at fastholde overraskelsesmomentet var der intet forudgående artilleribombardement, og der blev kun udlagt et røgslør foran kampvognene. De var udstyret med faskiner på fronten for at bygge bro over de fire meter brede tyske kampvognsfælder. Bortset fra den 51. britiske division, som ikke rykkede frem i kolonner bag kampvognene, men derimod som en linje over slagmarken, var det indledende angreb en succes for briterne. De britiske styrker kom længere på seks timer, end de var nået under det tredje slag ved Ypres på fire måneder og med tab på blot 4.000 mand.
Fremstødet resulterede imidlertid i et upraktisk frontfremspring, og en overraskende tysk modoffensiv med flydækning og egne kampvogne den 30. november drev briterne tilbage til deres udgangspunkt. Trods det blev angrebet anset for en succes af både de allierede og tyskerne, da det viste, at kampvogne kunne overvinde skyttegravsforsvar. Slaget havde også brugt tyske stormtropper for første gang på vestfronten, hvor det nu blev muligt at gennemtrænge de allierede linjer ved at omgå modstand og hurtigt rykke frem til fjendens bagområde.

## 1918—Afsluttende offensiver
Efter det vellykkede allierede angreb og gennemtrængning af det tyske forsvar ved Cambrai vurderede Ludendorff og Hindenburg, at den eneste mulighed for en tysk sejr nu bestod i at gennemføre et afgørende angreb ved Vestfronten i løbet af foråret, inden de amerikanske tropper kom til at optræde i stort tal. Den 3. marts 1918 blev Brest-Litovsk-freden underskrevet, og Rusland trak sig ud af krigen. Det gav en dramatisk effekt på krigen, da 33 divisioner blev frigjort på Østfronten til indsættelse på Vestfronten. Det betød, at Tyskland nu rådede over 192 divisioner mod de allieredes 178 divisioner. Derfor kunne tyskerne trække erfarne enheder væk fra fronten og optræne dem til stormtropper (Stoßtruppen).  I modsætning hertil havde de allierede stadig ikke nogen fælles overkommando og led under problemer som krigslede og mangel på mandskab. De britiske og franske armeer var sørgeligt udpinte, og de amerikanske tropper var endnu ikke uddannet til at påtage sig kampopgaver.
Ludendorffs strategi ville bestå i at iværksætte en massiv offensiv mod briterne og commonwealthstyrkerne for at adskille dem fra franskmændene og de øvrige allierede og derpå at drive dem tilbage til kanalhavnene. Angrebet ville kombinere den nye stormtroptaktik med anvendelse af fly, der angreb taktiske mål på jorden, og med kampvogne og en omhyggeligt planlagt spærreild fra artilleriet, som også omfattede gasangreb.

### Den tyske forårsoffensiv
Operation Michael, den første af de tyske forårsoffensiver, var tæt på at splitte de allierede hære, da den trængte 65 km frem i løbet af de første otte dage og flyttede fronten mere end 100 km mod vest, så tyskerne kom på skudafstand af Paris for første gang siden 1914.
Som følge af slaget blev de allierede endelig enige om en fælles ledelse. General Ferdinand Foch blev udpeget til leder af de allierede styrker i Frankrig. De forenede allierede kunne nu bedre reagere på hver af de tyske fremstød, og offensiven blev til et udmattelsesslag.
I maj begyndte de amerikanske divisioner også at spille en stigende rolle, og de vandt deres første sejr i slaget ved Cantigny. Om sommeren ankom 300.000 amerikanske soldater hver måned. I alt blev der indsat 2,1 mio. amerikanske soldater på vestfronten. Den hurtigt voksende amerikanske tilstedeværelse fungerede som modvægt til det store antal tyske tropper, som blev frigivet fra fra Østfronten.

### Afsluttende allierede offensiver
I juli indledte Foch en ny offensiv mod frontfremspringet ved Marne, som var opstået ved de tyske angreb, og i august var det fjernet. En ny storoffensiv fulgte to dage efter den første og sluttede i Amiens mod nord. Det omfattede fransk-britiske styrker med australske og canadiske tropper i spidsen, sammen med 600 kampvogne og støttet af 800 fly. Angrebet blev en stor succes, og fik Hindenburg til at kalde den 8. august for "den tyske hærs sorte dag".
Den tyske hærs mandskabsstyrke var blevet alvorligt udmarvet af fire års krig, og landets økonomi og samfund var under stort indre pres. Ententen havde nu i alt 216 divisioner i felten mod 197 underbemandede tyske divisioner. Hundrede dages offensiven, som begyndte i august, blev det endelig knæk for den tyske hær, og efter en række af nederlag begyndte de tyske tropper at overgive sig i stort tal. Da de allierede brød igennem de tyske linjer med store tab på tysk side, blev Prins Maximilian af Baden i oktober udpeget til tysk kansler med henblik på at forhandle en våbenstilstand på plads, og da Ludendorff modsatte sig fredsfølerne, blev han tvunget til at træde tilbage, hvorefter han flygtede til Sverige. Kampene fortsatte, men de tyske armeer var allerede på tilbagetog, da den tyske revolution medførte, at der kom en ny regering i landet. En våbenstilstand blev hurtigt underskrevet, så alle kampe på Vestfronten standsede den 11. november 1918. Det tyske kejserdømme brød sammen, da Ludendorffs efterfølger – general Wilhelm Groener – af frygt for en revolution, som den året før i Rusland, valgte at støtte den moderate socialdemokratiske regering under Friedrich Ebert frem for at opretholde Hohenzollern monarkiet.

## Konsekvenser
Krigen på Vestfronten fik den tyske regering og dens allierede til at bede om fred på trods af de tyske succeser andetsteds. Derfor blev fredsbetingelserne dikteret af Frankrig, Storbritannien og USA under Fredskonferencen i Paris, og resultatet blev Versailles-freden, som blev underskrevet i juni 1919 af en delegation fra den nye tyske regering.
Betingelserne i traktaten ville effektivt bremse Tyskland som en økonomisk og militær magt. Versaillestraktaten tilbageleverede grænseprovinserne Alsace og Lorraine til Frankrig, og begrænsede dermed den tyske industris adgang til kul. Der blev også lagt alvorlige begrænsninger på de tyske væbnede styrker ved at begrænse hærens størrelse til 100.000 mand og forbyde landet at have en flåde og et luftvåben. Flåden blev sejlet til den britiske flådebase Scapa Flow som en del af fredsbetingelserne, men blev senere sænket af sit mandskab i protest. Den vestlige bred af Rhinen skulle afmilitariseres og Kielerkanalen åbnes for international søfart. Traktaterne omformede også Østeuropa, hvor mange nye nationalstater blev dannet, og den åbnede mulighed for at grænseområder med nationale mindretal (deriblandt Sønderjylland) kunne stemme om deres tilhørsforhold til Tyskland og Østrig.
| Slag             | År   | Allierede | Tyskland |
| ---------------- | ---- | --------- | -------- |
| Første Marne     | 1914 | 263.000   | 250.000  |
| Verdun           | 1916 | 377.000   | 336.000  |
| Somme            | 1916 | 623.907   | 465.000  |
| Andet Aisne      | 1917 | 187.000   | 168.000  |
| 3. Ypres         | 1917 | 448.000   | 260.000  |
| Forårsoffensiven | 1918 | 851.374   | 688.341  |

I 1919 var Tyskland fallit, befolkningen levede på sultegrænsen, og landet havde ingen handel med resten af verden. De allierede holdt Köln, Koblenz og Mainz ved Rhinen besat og krævede betaling af krigsskadeserstatninger, før de kunne leveres tilbage. I den situation opstod en myte om, at den tyske hær ikke var blevet slået. Denne myte blev åbent fremmet af præsidenterne Ebert og Hindenburg, og den blev senere udnyttet af nazisternes propaganda til at retfærdiggøre omstyrtelsen af Weimarrepublikken. Se Dolkestødslegenden.
Frankrig led store skader i krigen. Ud over at miste flere mænd i forhold til sin befolkning end nogen anden stormagt, var det industrialiserede nordøstlige Frankrig ødelagt af krigen. De provinser, som havde været besat af Tyskland stod for 40 % af landets kul og 58 % af dets stålproduktion. Da det stod klart, at Tyskland var på vej til at blive besejret, beordrede Ludendorff ødelæggelse af minerne i Frankrig og Belgien. Hans mål var at ødelægge industrien i Tysklands største europæiske rival. For at forhindre en lignende tysk aggression i fremtiden byggede Frankrig senere en massiv række af befæstninger langs den tyske grænse – Maginotlinien.
Krigen i skyttegravene efterlod en generation af mærkede soldater og krigsenker. Det aldrig tidligere oplevede tab af menneskeliv og de umenneskelige forhold i skyttegravene fik en varig virkning på folkenes holdning til krig, og det var senere medvirkende til en allieret tøven overfor at føre en aggressiv politik mod Adolf Hitler (som selv var en dekoreret krigsveteran). Eftervirkningerne af den kamp kan stadig føles i dag.

## Kort

### Amerikanske operationer
- Amerikanske operationer i Aisne-Marne regionen: 31. maj–12. oktober 1918 Online tilgængelig via Washington State Library's Washington History collection
- Amerikanske operationer i St. Mihiel regionen: 12. september–11. november 1918 Online tilgængelig via Washington State Library's Washington History collection
- Meuse-Argonne offensiven fra den amerikanske 1. Army: 26. september–11. november 1918 Online tilgængelig via Washington State Library's Washington History collection

## Dramatiseringer
- En lang forlovelse (2004 film)
- Aces High (1976 film)
- Across the Black Waters (1939 roman), Mulk Raj Anand
- Intet nyt fra Vestfronten, Erich Maria Remarque (1929 roman)
- Intet nyt fra Vestfronten (1930 film)
- Intet nyt fra Vestfronten (1979 TV film)
- The Big Parade (1925 film)
- Birdsong, Sebastian Faulks (1994 novel)
- Blackadder Goes Forth (1989 TV series)
- Nattens patrulje (1930 and 1938 film)
- The General (roman), C.S. Forester (1932 roman)
- Generals Die in Bed, Charles Yale Harrison (1936 roman)
- Johnny Got His Gun (1971 film)
- Legendernes tid (1994 film)
- The Lost Battalion (1919 film, 2001 TV genindspilning)
- Passchendaele (2008 film)
- Ærens vej (1957 film)
- Rage of Angels, The, Alan Fisher (1997 roman)
- Sergeant York (1940 film)
- The Wars, The Wars (film fra 1983) på Internet Movie Database (engelsk)
- Vestfront 1918 (1930 film)
- What Price Glory (1926 og 1952 film)
- Wings (1927 film)
- The Young Indiana Jones Chronicles (1992–1996 TV serie)

## Eksterne kilder
- Vestfrontmuseet
- 'That Contemptible Little Army' by E. Alexander Powell. Den britiske hær som set af en amerikansk journalist i 1916
- Artikler om Vestfronten i Lorraine & Alsace på Battlefields Europe Arkiveret 13. marts 2011 hos  Wayback Machine
- Information og multimedier om Vestfronten. Et interaktivt forum hvor historier om Vestfronten og billeder kan afleveres Arkiveret 10. august 2012 hos  Wayback Machine

Nedenfor er der links til ti artiler fra The National Archives hjemmeside, som følger en rejse langs Vestfronten af Gordon Lawson, der fokuserer på krigsmindesmærker og kirkegårde, som findes langs med den.
- The War Memorials and Cemeteries of the Western Front Arkiveret 16. februar 2009 hos  Wayback Machine Part 1. Introduction.
- The Yser (Webside ikke længere tilgængelig) Part II. The Yser
- Flanders Arkiveret 16. februar 2009 hos  Wayback Machine Part III Flanders
- Artois Part IV Artois
- Picardy (Webside ikke længere tilgængelig) Part V Picardy
- Reims (Webside ikke længere tilgængelig) Part VI Reims and The Champagne
- The St Mihiel Salient Arkiveret 16. februar 2009 hos  Wayback Machine Part VII The St Mihiel Salient
- Verdun Arkiveret 16. februar 2009 hos  Wayback Machine Part VIII Verdun
- Lorraine Arkiveret 16. februar 2009 hos  Wayback Machine Part IX Lorraine
- Alsace Arkiveret 16. februar 2009 hos  Wayback Machine Part X Alsace